# Dufourea calcarata
Dufourea calcarata är en biart som först beskrevs av Morawitz 1886.  Dufourea calcarata ingår i släktet solbin, och familjen vägbin. Inga underarter finns listade i Catalogue of Life.